# Ганс Фредрік Ґуде
Ганс Фредрік Ґуде (норв. Hans Fredrik Gude; (13 березня 1825, Осло — 17 серпня 1903, Берлін) — норвезький художник-пейзажист та мариніст романтичного напряму, який багато років пропрацював у Німеччині, представник Дюссельдорфської художньої школи.

## Життєпис
Ганс Фредрік Ґуде народився в Осло, яке входило до Шведсько-Норвезької унії. Вже у дитинстві подавав великі надії, його називають «вундеркіндом» свого часу. в 1837 році він став учнем у відомого датсько-норвезького художника Йоханнеса Флінтое, після уроків у якого був зарахований до Королівської художньої школи в Осло в 1838 році. Він навчався малювати там від 1838 до 1841 року. Від 1841 року продовжував навчання в Дюссельдорфі, у Андреаса Ахенбаха. У 1842 році Ганс Ґуде вступив до Дюссельдорфської академії мистецтв, де навчався у Йоганна Вільгельма Ширмера. Закінчив навчання у 1846 році і, разом зі своїм другом, норвезьким художником Адольфом Тідемандом, повернувся на батьківщину. У 1848—1850 роках жив у місті Осло. Потім повернувся в Дюссельдорф. в 1862—1864 роках мешкав у містечку Бетвс-і-Коед, на півночі Уельсу.

## Трудова діяльність
З 1854 року Ганс Ґуде працював професором Дюссельдорфської академії мистецтв (по класу пейзажу). У 1864—1870 роках Гуде очолив Академію мистецтв в Карлсруе, у 1874—1880 роках викладав як професор пейзажного живопису в тій же Академії. У 1880 році переїхав у Берлін, де мешкав у свого зятя, скульптора Отто Лессінга. У 1880—1901 рр. викладав у Берлінській Академії.
Після смерті Гуде був удостоєний честі бути похованим першим на почесному кладовищі Спасителя в Кристіанії (нині Осло), яке було відкрито в 1903 році. Ганс Ґуде увійшов до історії норвезького і світового живопису, його роботи прикрашають багато музеїв Норвегії і виставляються на міжнародних виставках. Він входить до числа відомих художників губернії Акерсхус, а в 1992 в норвезькому видавництві «Aschehoug» вийшла книга відомого мистецтвознавця Фроде Гаверкампа «Ганс Ґуде».

## Палітра художника
Як художник Ганс Ґуде набув популярності все-таки в Німеччині, велика частина його життя була тісно пов'язана з роботою саме в цій європейській країні.
У своїх роботах Ганс Ґуде оспівував красу і велич норвезької природи. У багатьох його картинах особливе місце займала пишність гірських пейзажів Норвегії. У пізніших полотнах художника на передньому плані виступають морські мотиви, які підкреслюють природну красу норвезького узбережжя. Художник багато працював з відтінками світла, шукаючи найбільш природне поєднання в передачі гри світла і тіні. Для картин Ганс Ґуде характерні пейзажі з великою кількістю хмар і їх розривами, через які яскраво, і в той же час ніжно, пробиваються промені сонця і освітлюють ландшафт улюбленої Норвегії.

## Наставництво
Ганс Ґуде був учителем і натхненником для цілого покоління норвезьких художників. Багатьох він підтримував матеріально. Завдяки йому у художньому світі з'явилася плеяда початкуючих майстрів норвезького живопису, які стали видатними художниками і дали справжній поштовх для розквіту норвезького образотворчого мистецтва. Учнем художника був пейзажист Ганс Даль.

## Твори
- Картина «Гори» (1857 р.) є однією з найкращих із спадщини художника.
- Картина «Рибалки на світанку»
- Картина «У човнах»
- Картина «Весільна процесія в Гарданґері» (1848 р.) виконана у співавторстві з колегою Адольфом Тідемандом. Гуде в цій роботі створював пейзаж, а Тідеманд сконцентрувався на зображенні персонажів. Картина була замовлена для театру в Кристіанії(нині Осло) і була представлена публіці в 1849 році, коли в театрі пройшов виступ чоловічого хору, що виконав однойменний музичний твір Хальвдана Кьєрульфа і Андреаса Мунка. Обидва художники були присутніми на цьому урочистому заході. Святкове видовище весільного бенкету на тлі залитих сонцем долин і фьорда сприймається, як свого роду головна ілюстрація до норвезького романтизму, і вважається вершиною національного романтичного періоду художника.

## Досягнення і відзнаки
- У 1852 році роботи Ганса Ґуде були відзначені Золотою медаллю Берлінської Академії мистецтв.
- 1854 р. — отримав вчене звання професор.
- Член сенату Берлінської Академії мистецтв.
- У 1893 році йому вручили Великий Хрест Ордену Святого Олафа.